# تخزين ذاتي

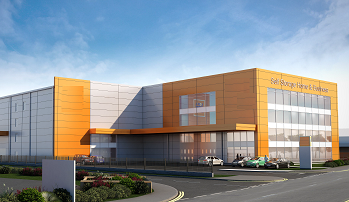
منشأة نموذجية للتخزين الذاتي.

التخزين الذاتي ، (بالإنجليزية: Self storage) اختصار لـ «خدمة التخزين الذاتية» هي صناعة حيث يتم تأجير مساحة التخزين (مثل الغرف، والخزائن، والحاويات أو الفضاء الخارجي) للمستأجرين الراغبين بتخزين بضائعهم وممتلكاتهم، وعادة تكون مدة التخزين على أساس قصير الأجل (غالبًا من شهر لآخر)، يكون المستأجرون لخدمات التخزين الذاتي من الشركات أو الأفراد.
غالبًا ما يشير خبراء الصناعة عند مناقشة سبب استئجار مساحة التخزين إلى «كلمات أربع» (الوفاة والطلاق وتقليص الحجم والانتقال)؛ ويمكن للأخيرة أن تشير إما إلى المستأجر الذي ينتقل من منطقة إلى أخرى ويحتاج إلى مساحة لتخزين ممتلكاته حتى يمكن له نقلها إلى موقعه الجديد، أو كأن يؤدي الزواج إلى وجود جمع بين ممتلكات الزوج والزوجة والتي قد تكون من العناصر المكررة لهذا يحبذ تخزينها في مخزن ذاتي).

## وصف
تقوم مرافق التخزين الذاتي بتأجير مساحات تخزين على أساس قصير الأجل (غالبًا من شهر إلى شهر، على الرغم من توفر خيارات عقود الإيجار طويل الأجل) يقوم الأفراد عادة بتخزين السلع المنزلية؛ وتمنع جميع الولايات الأمريكية تقريبًا استخدام مساحة التخزين كمحل إقامة، وتقوم الشركات عادة بتخزين مخزوناتها الزائدة أو السجلات المؤرشفة. تقدم بعض المرافق صناديق وأقفال ومستلزمات تغليف للبيع لمساعدة المستأجرين في تغليف بضائعهم وحفظها، وقد توفر أيضًا تأجير الشاحنات لنقل ما يحتاجون أو قد تسمح بالاستخدام المجاني للشاحنة لمستأجر جديد.
توفر معظم مرافق التخزين تأمينًا للشراء؛ أيضا قد يتم تغطية المؤجر من خلال بوليصة التأمين الخاصة به (إذا كانت هذه الوثيقة لديها تغطية للبضائع المخزنة خارج مباني المؤمن عليه) أو قد تشتري تأمين يغطي بضائعه وهي خدمة قد يقدمها المرفق كخدمة من خلال طرف ثالث هو الناقل، وفي بعض الحالات قد يُطلب من المؤجر الشراء كشرط للتأجير.
يتم تأمين المساحات المستأجرة بقفل ومفتاح المستأجر، على عكس المستودع، لا يتمتع موظفو منشأة التخزين الذاتي بإمكانية الوصول إلى محتويات المساحة وبالتالي، فإن المنشأة ليست مسؤولة عمومًا عن السرقة، ولا تتولى منشأة التخزين الذاتي حيازة أو التحكم في محتويات المساحة إلا إذا تم فرض حجز على المخزن بمحتوياته لعدم دفع المُستأجر الإيجار، أو إذا لم يتم إغلاق الوحدة، فقد تغلق المنشأة الوحدة حتى يوفر المستأجر قفل خاص له.

## التاريخ
على الرغم من وجود دليل تاريخي على نوع من التخزين المتاح للعامة في الصين القديمة، لم تبدأ مرافق التخزين الذاتي الحديثة (التي يتمتع فيها المستأجر بالوصول الحصري إلى مساحة التخزين) في الظهور حتى أواخر الستينيات، تم افتتاح أول سلاسل لمرافق التخزين الذاتي في ولاية تكساس.
وتم افتتاح أول مرفق للتخزين الذاتي في المملكة المتحدة في عام 1979 في وسط لندن.
تزايدت مرافق التخزين الحديثة ببطء خلال التسعينيات، وفي ذلك الوقت تجاوز الطلب عليها عدد المعروض منها وتسبب في تطورات التخزين الذاتي، من عام 2000 إلى عام 2005، تم بناء أكثر من 3,000 منشأة جديدة كل عام في أمريكا.

## التخزين الذاتي اليوم
في نهاية عام 2019، تم تطوير 47,539 منشأة للتخزين الذاتي في الولايات المتحدة على قطع الأراضي الصناعية والتجارية. هناك أكثر من 1.9 مليار قدم مربع من مساحات التخزين الذاتي المتاح في الولايات المتحدة، وأكبر ستة مشغلين للتخزين الذاتي هم (أربعة صناديق ريت، و U-Haul تمتلك أو تدير ما يقرب من 18 ٪ من مرافق التخزين الذاتي). تبلغ قيمة الصناعة 38 مليار دولار في 2018،  في العديد من المدن الكبرى حيث المنافسة بين شركات التخزين شرسة، يتم تحويل قطع من الأراضي قريبة من المناطق السكنية والتجارية إلى مساحات تخزين ذاتي بمجرد الموافقة عليها من قبل مناطق التقسيم، وأصبحت الشركات أكثر مهارة في تصنيع وحدات التخزين المعيارية هذه، مما يتيح للمشغلين النهوض والعمل بسرعة، ولدعم طلب السوق من المتوقع أن تدخل شركات مثل PODS لتقديم جهود البناء المعياري للوحدات أيضًا.
تخزين البريد أو التخزين عند الطلب هو مكان يتم فيه تخزين عناصر وبضائع العملاء معًا في مستودع بدلاً من تزويد كل عميل بوحدة تخزين خاصة به.
وتستأجر شركات التخزين الذاتي مجموعة متنوعة من أحجام الوحدات للعملاء وللمستأجرين من رجال الأعمال والشركات الذين يحتاجون لأحجام كبيرة غالبا، وتتضمن أحجام الوحدات الشائعة (معبر عنها بالقدم، مع العرض الموضح أولاً والعمق الموضح ثانيا):
- 5 × 10، بحجم خزانة كبيرة تقريبًا.
- 10x10 ، بحجم غرفة نوم الطفل تقريبا (اعتبارًا من عام 2015، أصبح الحجم 10x10 هو الحجم الأكثر شيوعًا لوحدة التخزين، وتشكل 16٪ من توزيع الوحدات في الولايات المتحدة)، [8]
- 10x20 ، بحجم مرآب لسيارة واحدة.
- 15x20 ، حول حجم غرفة نوم رئيسية كبيرة.
- 20x20 ، بحجم مرآب لسيارتين.

عادةً ما تكون وحدات التخزين بدون نوافذ ومحاطة صفيح حديد مموج، وقابلة للقفل قبل المستأجر، ويتم الوصول إلى كل وحدة عادة عن طريق فتح باب معدني قابل للطي، والذي يكون عادةً بنفس حجم باب المرآب لسيارة واحدة (ويمكن الوصول إلى الوحدات الأصغر عبر باب معدني مفصلي). وقد يستعمل مرفق التخزين المراقبة عبر حراس الأمن وكاميرات الأمن وأجهزة إنذار لباب الوحدة الفردية وبعض وسائل الوصول إلى البوابة الإلكترونية مثل لوحة المفاتيح أو بطاقة ذكية. حتى أن بعض المرافق تستعمل بصمة الإبهام الحيوية أو الماسحات الضوئية اليدوية لضمان منح الدخول فقط لأصحاب الوحدات، وغالبًا ما يوفر مشغلي مرافق التخزين الذاتي الوصول على مدار 24 ساعة، ومخازن يتم التحكم في درجة حرارتها، وتخزين خارجي لسيارات الدفع الرباعي والقوارب، ومصابيح أو منافذ كهرباء داخل وحدة التخزين لتمييز أنفسهم عن المنافسين الآخرين، وتحتوي بعض مرافق التخزين على أسطح مفتوحة (أي سقف من شبكة سلكية غير آمنة)، مقارنةً بسقف من الصفيح المغطى بالكامل والذي يوفر أمانًا وخصوصية للمستأجرين.

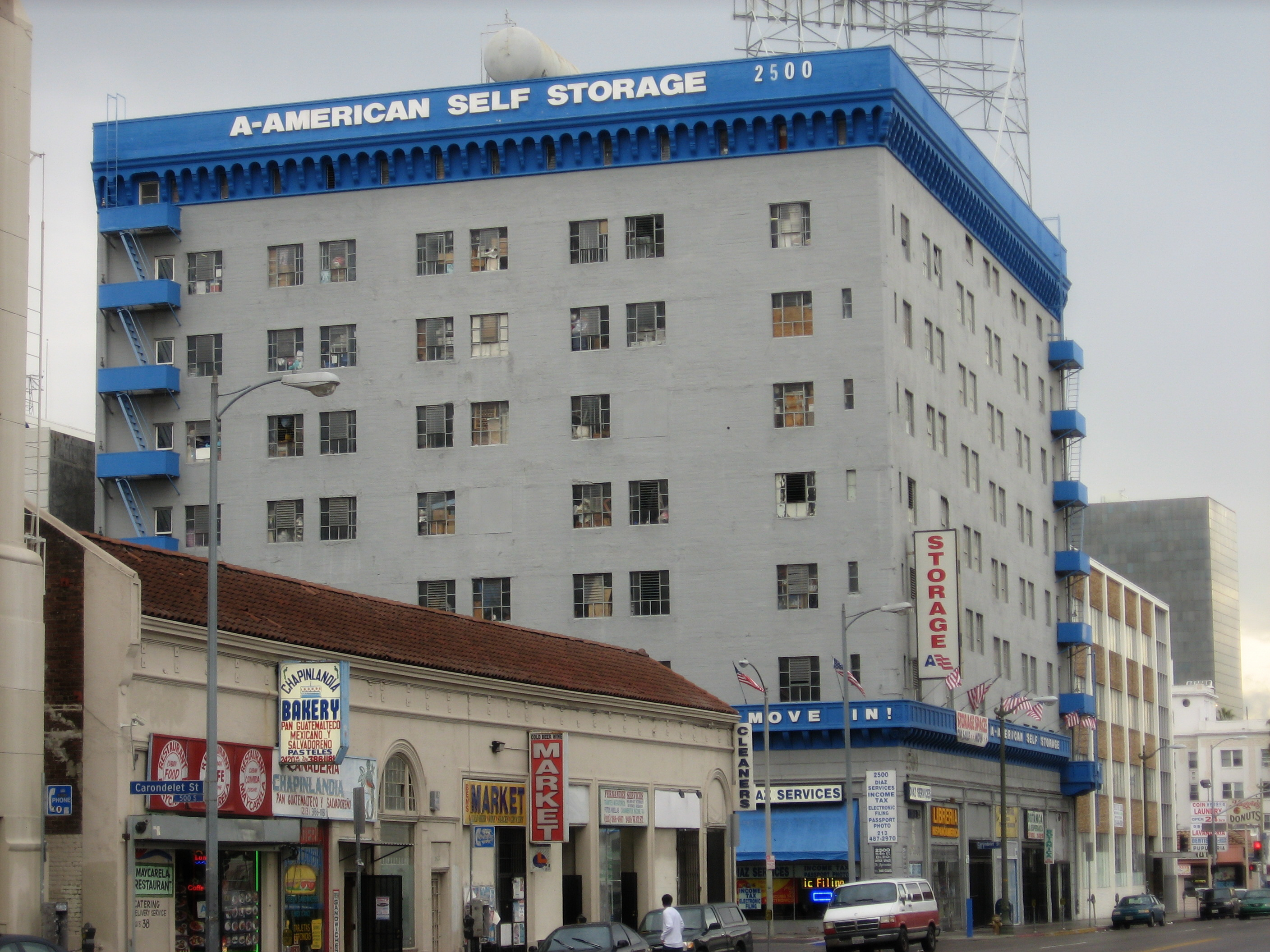
مثال على مرفق التخزين الذاتي الأقدم في المناطق الحضرية.

في المناطق الريفية والضواحي، تحتوي معظم المرافق على مبانٍ متعددة من طابق واحد مع وحدات دفع في الغالب لها تهوية طبيعية ولكن لا يتم التحكم في درجة حرارتها، ويشار إلى هذه المباني باسم مرافق التخزين «التقليدية»، وقد أصبحت الوحدات الداخلية التي يتم التحكم فيها بالمناخ أكثر شيوعًا في مناطق الضواحي، أما في المناطق الحضرية، تحتوي العديد من المرافق على مباني متعددة الطوابق تستخدم مصاعد أو مصاعد شحن لنقل البضائع إلى الطوابق العليا، وغالبًا ما تكون هذه المرافق خاضعة للتحكم في المناخ نظرًا لأنها تتألف في الغالب إن لم يكن بالكامل، من الوحدات الداخلية. أحيانًا يتم تحويل المستودعات أو متاجر البقالة إلى مرافق تخزين ذاتي، ويتم توفير أرصفة التحميل أحيانًا في الطابق الأرضي، يتم أيضا توفير عربات التحميل المجانية أو العربات المتحركة في بعض الأحيان لمساعدة العملاء على نقل العناصر إلى وحداتهم، وقد تحتوي مرافق التخزين الذاتي الحضرية على عدد قليل من الطوابق في مبنى أكبر بكثير؛ حيث أن هناك منشآت تخزين ذاتي لاقت النجاح لأنها تتواجد في مواقع مشتركة مع مواقع التصنيع والمستأجرين للمكاتب وحتى المدارس العامة.
تستأجر الآن واحدة من كل عشرة أسر في الولايات المتحدة وحدة تخزين ذاتية. وينتج الطلب المتزايد على خدمات التخزين الذاتي في الولايات المتحدة من قبل الأشخاص الذين ينتقلون (حوالي 40 مليون شخص يتحركون كل عام وفقًا لبيانات تعداد الولايات المتحدة)، ومن خلال العديد من التحولات في نمط الحياة، مثل الزواج والطلاق والتقاعد والوفاة في الأسرة إلخ تشير الدراسات الاستقصائية الأخيرة لشركات التخزين الذاتي إلى وجود اتجاه إيجابي في طلب السوق ومعدل الإشغال للخدمات.
يوجد حاليًا أكثر من 54,000 مرفق للتخزين الذاتي في الولايات المتحدة  تتراوح من الشركات ذات الحضور الوطني إلى الشركات التي لها آثار أقدام إقليمية أو حتى مرافق «الأعمال الصغيرة» المستقلة.
الطلب على مساحات التخزين لا يزال مستقرا اعتبارا من الربع الرابع من 2015، كما أن نسبة المعروض من التخزين الذاتي مستقره نسبيًا، وغالبًا ما تكون عملية بناء مبنى تخزين جديد شاقة ويمكن أن تستغرق سنوات، بالإضافة إلى أنه غالبًا ما تحصل فئة الأصول المحددة هذه على مساعدة من المجتمعات، نظرًا لطبيعتها.
قطاع التخزين الذاتي مجزأ للغاية، وهو على النقيض من الفئات الأخرى في الصناعة، حيث أن 80٪ من مرافق التخزين الذاتي مملوكة لأفراد أو صغار المستثمرين.  
هناك اعتقاد بين المستثمرين بأن صناعة التخزين الذاتي مقاومة للركود، ويدعم هذا الاعتقاد العائد الإجمالي للمستثمرين بنسبة 5.1٪ في عام 2008 خلال فترة الركود العظيم.

## التخزين الذاتي في أنحاء العالم
يمكن إيجاد التخزين الذاتي بأنواعه في نماذج الأعمال الآن في أجزاء كثيرة من العالم، في عام 2014، نشر اتحاد جمعيات التخزين الذاتي الأوروبية (FEDESSA)، تقريرًا عن حالة صناعة التخزين الذاتي في أوروبا، وفي هذا التقرير تشير التقديرات إلى وجود 975 منشأة في المملكة المتحدة، و 430 في فرنسا، و 264 في هولندا، و 210 في إسبانيا، و 131 في ألمانيا، و 112 في السويد، ولا يوجد دولة أخرى في أوروبا لديها أكثر من 100 منشأة، بشكل عام يقدر التقرير أن العدد الإجمالي في أوروبا هو 2,391 منشأة، بمساحة إجمالية حوالي 75 مليون قدم مربع من مساحة التخزين القابلة للتأجير. هذا بالمقارنة مع أكثر من 52,000 منشأة في الولايات المتحدة (236 مليون قدم مربع)، و 1,100 منشأة في أستراليا (39 مليون قدم مربع).
في المملكة المتحدة، تحسب الرسوم بالسعة بالقدم² ، والنقل بالساعة / التحميل، مع بدائل منخفضة التكلفة للتخزين الذاتي التقليدي.

## مزادات التخزين
في الولايات المتحدة، قد تقوم مرافق التخزين الذاتي بمزادات للمخازن أو تبيع محتوياتها لإخلاء المستأجرين ممن لم يدفعوا إيجاراتهم وفقًا لشروط العقود الخاصة بهم الموضحة في قانون الامتياز لكل ولاية أمريكية.
يُطلب من مالكي المرافق عمومًا إبلاغ المستأجر أولاً بالديون المستحقة عليه، وعادةً يتم ذلك عن طريق البريد المُسجل في عنوان المستأجر للمرفق، لكن إذا ظل الدين غير مدفوع، يجب على المرفق أن يعطي إشعارًا عامًا للبيع أو بإقامة المزاد، بشكل عام في صحيفة تداول عامة في معظم الولايات الأمريكية، على الرغم من أن بعض الولايات قد تسمح بإخطار عام بالمزادات على الإنترنت، ويحق للمستأجر دفع فاتورته المستحقة في أي وقت حتى لحظة بدء المزاد وبالتالي استعادة حقوقه للوحدة وما بداخلها؛ ثم ستتم إزالة هذه الوحدات من المزاد (مما قد يؤدي في بعض الحالات إلى إلغاء المزاد بالكامل).
المزادات مفتوحة لعامة الناس، حيث يشتري معظم المزايدين بغرض إعادة البيع من أجل الربح، وبمجرد بدء المزاد للوحدة، يتم فتح باب الوحدة ويسمح للمزايدين المحتملين بعرض المحتويات فقط من خلال النظر من المدخل؛ لا يجوز لهم الدخول إلى أي من المحتويات أو لمسها أو نقلها قبل المزاد، بشكل عام يتم بيع الوحدات ومحتوياتها «كما هي، أينما توجد» مع عدم وجود ضمانات مقدمة، ومن شروط البيع أن يكون الدفع نقدي فقط عند انتهاء المزاد، ويستحوذ مشتري الوحدة على محتوياتها بالكامل ويكون مسؤولاً عن إزالتها خلال فترة زمنية محددة، وفي بعض الحالات قد تسمح المنشأة للمشتري باستئجار الوحدة وتحصيل وديعة قابلة للإسترداد لتنظيف الوحدة بمجرد تفريغها.
تطلب بعض السلطات القضائية من أصحاب المنشآت مصادرة العناصر الخاضعة للرقابة على الفور مثل الأسلحة النارية إذا كانوا في مرمى البصر داخل وحدات التخزين الخاصة بالمراهقين. أيضا، قد تطلب السلطة القضائية من المشتري للوحدة المعروضة للبيع في المزاد تسليم بعض العناصر (مثل صور العائلة وسجلات الضرائب أو الأعمال) إلى صاحب المنشأة لتعود لصاحبها الأصلي.
في خريف عام 2010، تم إصدار برنامجين تلفزيونيين جديدين يعرضان مزادات وحدات التخزين ، Storage Wars و Auction Hunters . أدت شعبية البرنامجين لظهور برامج إضافية مثل Storage Hunters و Storage Wars: Texas و Storage Wars: New York مما ساعد على زيادة اهتمام الناس بمزادات التخزين.
برنامج Storage Wars ظهر في كندا أيضًا لأول مرة على شبكة (Outdoor Living Network) في عام 2013.

## جمعيات التخزين الذاتي
تم إنشاء جمعيات التخزين الذاتي حول العالم من أجل دعم نمو هذه الصناعة، وتقدم هذه الجمعيات الدعم في مجال المعلومات والتعليم والشبكات والإحالات والاتفاقيات الموحدة وجمع البيانات والتسويق والدعوة والمنشورات لأصحاب المنشآت الحاليين والمحتملين والمديرين والموردين والمستثمرين.